# توماس فوكس
توماس فوكس (23 أغسطس 1878 - 3 أبريل 1931) (بالإنجليزية: Thomas Fox)‏ هو لاعب كريكت بريطاني.